# 中国铁路大提速

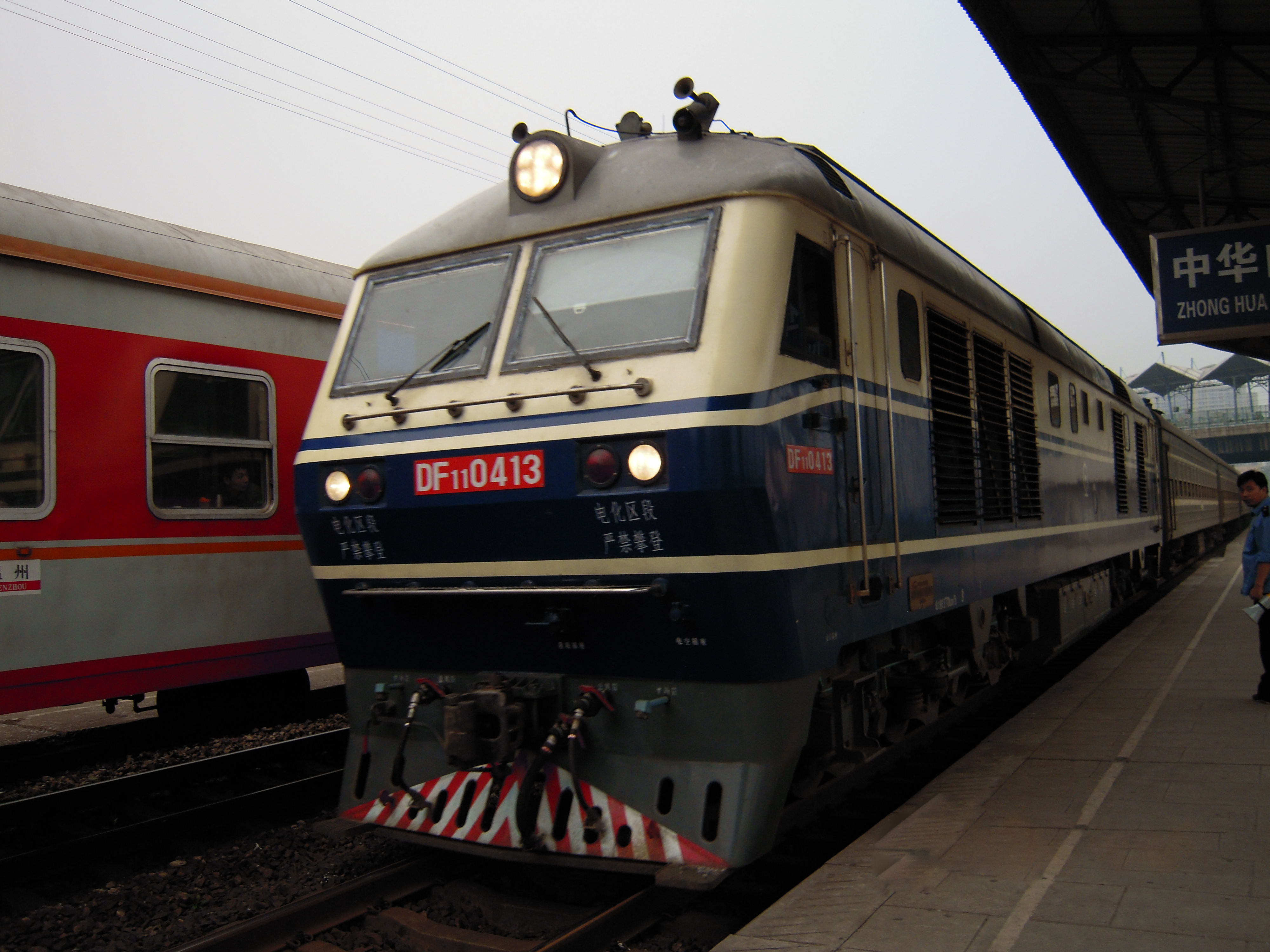
第一次铁路大提速中投入使用的东风11型内燃机车

中国铁路大提速是指由1997年至2007年期间，中国铁路一共进行六次大面积的提速。

## 背景
在提速前的1993年，中国铁路列车平均旅行速度仅有48.1公里/小时。1990年代起，中国的铁路客运开始面对来自公路及民航的激烈竞争，铁路客流量不断下降。即使铁道部拥有国营垄断权并开始实行浮动票价，仍然面对客运的亏损。为适应运输市场变化、提升铁路客运的竞争力、增加铁路经济效益，铁道部开始多次全国铁路大面积提速。

## 概况
六次铁路大提速 (1997–2007)
| 次数   | 日期       | 总计线路长度（以千米为单位，双线计算两次）： | 总计线路长度（以千米为单位，双线计算两次）： | 总计线路长度（以千米为单位，双线计算两次）： | 总计线路长度（以千米为单位，双线计算两次）： | 总计线路长度（以千米为单位，双线计算两次）： | 全国平均 客运火车速度 (km/h) |
| 次数   | 日期       | ≥ 120 km/h                                   | ≥ 140 km/h                                   | ≥ 160 km/h                                   | ≥ 200 km/h                                   | ≥ 250 km/h                                   | 全国平均 客运火车速度 (km/h) |
| ------ | ---------- | -------------------------------------------- | -------------------------------------------- | -------------------------------------------- | -------------------------------------------- | -------------------------------------------- | ---------------------------- |
| 第一次 | 1997-04-01 | 1,398                                        | 1340                                         | 752                                          |                                              |                                              | 54.9                         |
| 第二次 | 1998-10-01 | 6,449                                        | 3,522                                        | 1,104                                        |                                              |                                              | 55.2                         |
| 第三次 | 2000-10-21 | 9,581                                        | 6,458                                        | 1,104                                        |                                              |                                              | 60.3                         |
| 第四次 | 2001-10-21 | 13,166                                       | 9,779                                        | 1,104                                        |                                              |                                              | 62.6                         |
| 第五次 | 2004-04-18 | 16,500                                       |                                              | 7,700                                        | 1,960                                        |                                              | 65.7                         |
| 第六次 | 2007-04-18 | 22,000                                       |                                              | 14,000                                       | 6,003                                        | 846                                          | 70.2                         |

## 历次提速

### 第一次大提速
1997年4月1日，中国铁路实施第一次大面积提速，京广、京沪、京哈三大干线全面提速。以沈阳、北京、上海、广州、武汉等大城市为中心，开行最高时速达140公里、平均旅行时速90公里的40对快速列车和64列夕发朝至列车，全国旅客列车平均旅行速度提升到54.9公里/小时。列车开行结构上增加直通特快、直通快车、管内特快、管内快车数量，减少直通慢车、管内慢车、市郊列车数量；增加卧铺数量，适当减少座席数量。中国铁路网内允许时速超过120公里的线路达1398公里，时速超过140公里和160公里的线路延长分别为588公里和752公里。货运方面首次开行发到站直达、运行线全程贯通、车次全程不变、发到时间固定、以车或以箱为单位报价的“五定”货运列车，達到双线日行800公里、单线日行600公里以上，实现货运班列客车化，价格收费公开化；提高直达列车比重，减少货物列车改编作业，加快车辆周转，提高作业效率。

### 第二次大提速
1998年10月1日，中国铁路第二次大面积提速。直通快速旅客列车在京广、京沪、京哈三大干线的提速区段最高时速可达到140公里至160公里，在非提速区段的时速达到120公里。夕发朝至列车增加到116趟。广深线采用新时速摆式列车最高时速达到200公里。全路旅客列车平均速度达到提升到55.16公里/小时。

### 第三次大提速

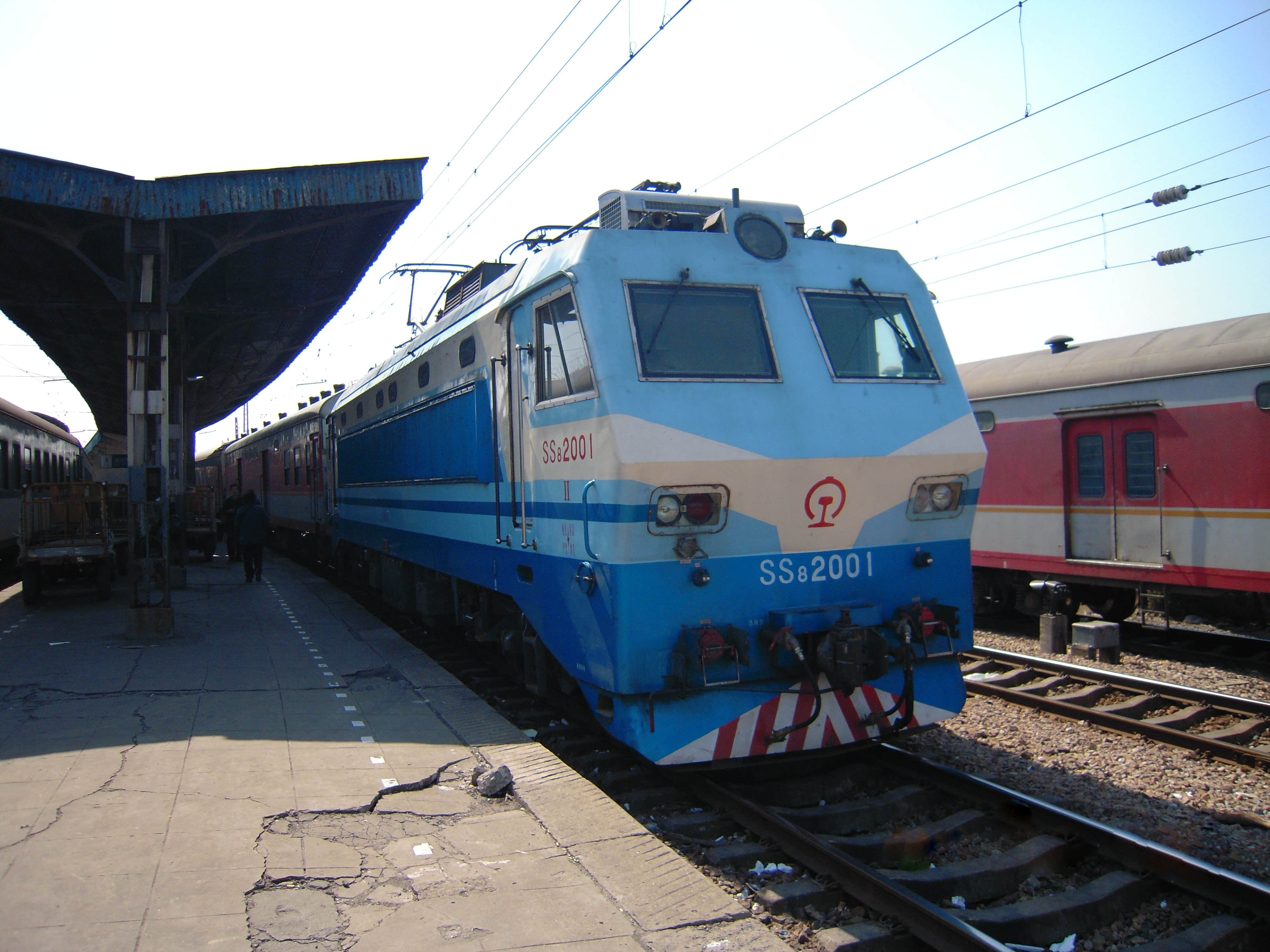
第三次铁路大提速中投入使用的韶山8型电力机车

2000年10月21日，中国铁路第三次大面积提速。重点是新亚欧大陆桥陇海线、兰新线、京九线和浙赣线。重新分类和调整了列车的等级和车次；全国铁路实行联网售票，400多个较大车站可办理相互异地售票业务。全国列车平均旅行速度提升到60.3公里/小时。
在实行第三次大提速前，特快、普快、普客列车车次并没有以字母区分，而是以1～199为特快，201～499为普快，501～999为普客，不同铁路局存在相同车次号的情况；改用字母后一段时间，经过调整，重号现象消除，但第三次大提速后仍然存在不同路局的管内车次重复的情况，如T501/502这对被郑州铁路局用于郑武城际列车的车次在2003年暑运期间被北京铁路局用于北京至秦皇岛的暑期临时特快列车。
而在第三次大提速前，铁道部于2000年9月1日下发了《关于规范客车运行区间牌的通知》（铁运函〔2000〕295号文），统一规定了旅客列车运行区间牌（即俗称的“水牌”）的格式。

### 第四次大提速
2001年10月21日，中国铁路实施第四次大面积提速和新的列车运行图。提速范围基本覆盖全国较大城市和大部分地区，对武昌至成都（汉丹线、襄渝线、达成线）、京广线南段、京九线、浙赣线、沪杭线和哈大线进行提速。全国列车平均旅行速度提升到61.6公里/小时。

### 第五次大提速

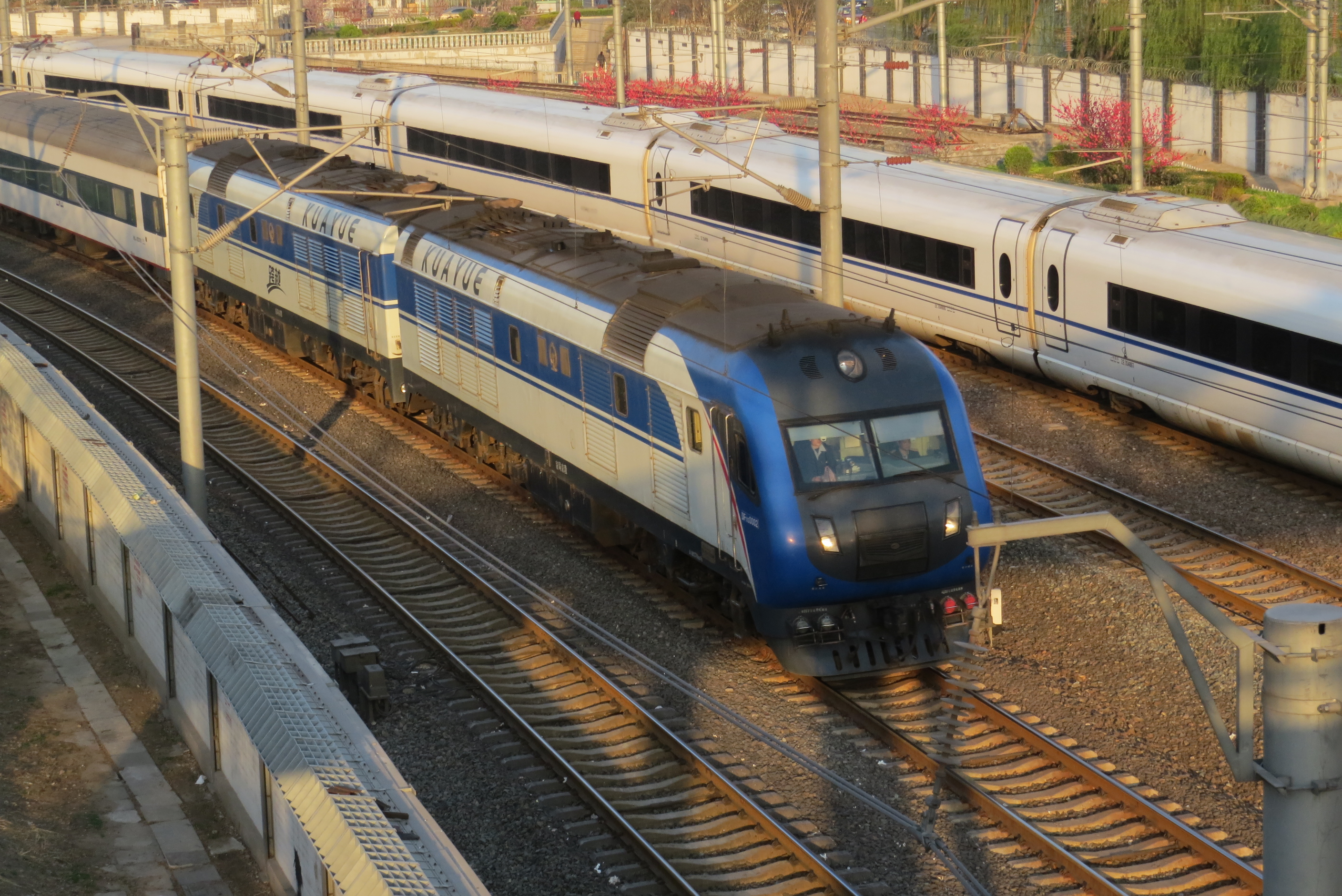
第五次铁路大提速中投入使用的东风11G型内燃机车以及既有线提速时期结束后投入使用的CRH380BL型电力动车组

2004年4月18日，中国铁路实施第五次大面积提速，开行19对直达特快列车，主要範圍是京滬、京哈等鐵路幹線，其中涉及上海铁路局的有11趟，包括5趟京沪直达列车。列車運行速度普遍提高，如北京到上海，過去的特快列車運行時間在14個小時，新的直達特快列車的運行時間僅11小時58分。部分列车时速更达到200公里。全国列车平均旅行速度提升到65.7公里/小时。货运方面，增开了最高时速达160公里的特快行包专列和快速行邮专列，以及冷藏、集装箱快运专列，并安排货物直达列车运行线181条，实现货物快捷运输。
第五次大提速后，中国铁路网中时速达160公里及以上的提速线路达7700公里，时速200公里的线路里程达到1960公里。

### 第六次大提速

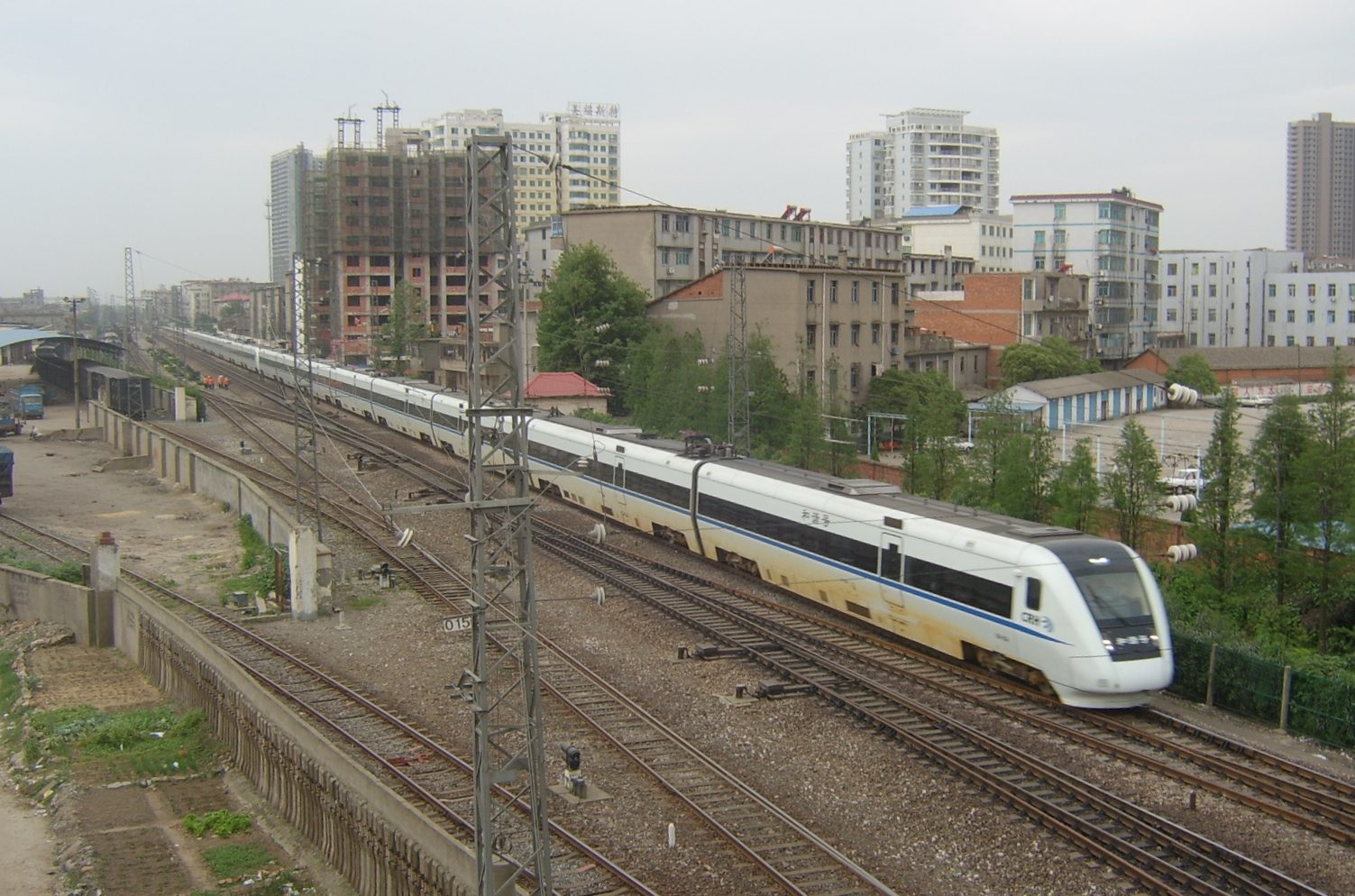
第六次大提速后，中国铁路在干线铁路上开行普通动车组列车。图为至的D206次列车通过京九铁路莲塘站

2007年4月18日，中国铁路实施第六次大面积提速，是六次大提速中规模最大、最后的一次提速，在提速干线开行动车组列车，使得旅客列车时速可达200-250公里，达到国际上铁路在既有线提速改造上的最高水平。此次提速干线包括京哈线、京广线、京沪线、京九线、陇海线、浙赣线、兰新线、广深线、胶济线、武九线以及宣杭线，其中如京沪、沪昆、陇海、京广等既有线开始运行动车。全国列车平均旅行速度提升到70.18公里/小时。
货运方面，在既有提速干线开行时速120公里、载重5000吨货运重载列车。自此之后，中国铁路将终结在既有线上再提速，并着眼于建设高速客运专线，使其最高速度达到350公里。

## 影响
铁路大提速对提升中国铁路客运竞争力有一定作用，1997年和1998年的两次铁路大提速就令铁路运输在1999年实现扭亏为盈。而2004年和2007年的大提速不仅实现了中国铁路百年发展历史上时速200公里动车组、时速120公里5000吨货物重载列车零的突破，还创造了世界铁路既有线整体性、系统性提速改造客货共线运行的新模式，极大地推动了中国铁路运输生产力的发展。经过六次大提速，中国铁路既有线达到了世界先进水平，铁路运输能力得到了较快扩充，技术装备水平得到了快速提高，对国民经济的“瓶颈”制约得到了明显缓解。

## 争议
有媒体认为，火车大提速导致大批县级以下小站消失，使得小城镇居民出行困难；火车提速的同时，价格低廉速度较慢的绿皮车逐渐退出运行，使得低收入人群失去获取廉价车票的机会。但铁道部在2004年就对类似的质疑做出回应，认为“铁路每次提速调图中，都充分考虑了中小城市居民的出行需要。”“各铁路局开行的大量短途管内快速、普快、普客，就是直接为中小城市居民服务的。尽管特快列车在小站不停车，但由于线路的利用率提高了，各铁路局可以开行更多的管内列车，旅客可以先乘管内列车到中心城市后再中转特快列车，旅行时间并不会增加多少。”

## 后续
中国铁路高速化后，自2016年起，动车组列车开行数量已超过普速列车，普速列车在中国铁路客运中的重要程度已大为下降。截止2019年，有大量普速列车因为动车组让路而改线至临近较低等级的线路，旅行速度已不及第六次大提速甚至第五次大提速时的旅行速度。
2019年国铁开始陆续在京沪、京九、兰渝、达成、宁启等线路開行營運時速達160km/h的CR200J型電力動車組，並開始取代普速列車，使列車等級提升（車次由T、Z字頭改為D字頭），票價上漲的同時列車速度卻沒有提升；由於此款列车的长编编组软卧过多，导致部分列车客量下降。如2021年4月由原T65/66次列车升级而来的D715/716次列车便由此停运。不过西安铁路局却在既有线开行短编CR200J电力动车组的过程中恢复了部分小站的客运业务及其昆明铁路局以“澜沧号”的名义在老挝磨万铁路投入运营表达“友好”。